# 국경 없는 민주주의
국경 없는 민주주의(Decmocracy Without Borders, DWB, 구 명칭: 민주 유엔 위원회(Committee for a Democratic UN, KDUN))는 베를린에 본부를 둔 비정부 기구로, 2003년에 '유엔과 다른 국제 조직들을 민주화 및 강화'를 주창하며 설립되었다.
2017년 3월에 현 명칭으로 단체명이 바뀌었다.

## 목표
KDun의 의무에는 "사회의 국제적인 방향을 촉진하고, 국제 관계를 개선하며, 세계적인 민주주의와 세계적인 법치의 구축"이라는 목표가 포함되어 있다.
특히 유엔 의회와 인터넷 거버넌스 기구의 창설을 지지하고 있어 유용성과 개인 사용자
들이 국제 시민이 되는 자유를 극대화할 수 있도록 하고 있다.
KDN은 국제 연합 의회의 설립을 위한 캠페인의 공동 설립자이자 국제 사무국이다. 자문 위원회는 독일, 스위스, 유럽 의회의 정치인들을 포함한다. 이를 지지하는 사람으로는 부트 로스 부트로스-갈리 전 유엔 사무 총장이 있다.
그는 세계 연방 주의자 운동의 관련 멤버이다.

## 같이 보기
- 유엔 의회